# Lautenbach (Oedheim)
Lautenbach, früher auch Latenbach oder Lutenbach genannt, ist ein Hofgut am gleichnamigen Gewässer Lautenbach, mit eigener Markung innerhalb der Gemeinde Oedheim im Landkreis Heilbronn in Baden-Württemberg. Erste Siedlungsspuren sind aus der Mittelsteinzeit bekannt, im Mittelalter befand sich hier ein zwischenzeitlich abgegangenes Dorf. Nach wechselvoller Geschichte entstand Ende des 19. Jahrhunderts unter August Freiherr von Wächter ein Schloss im Stil der Neorenaissance.

## Geschichte

### Vorgeschichte und Altertum
Auf dem Gebiet um Lautenbach gibt es bereits aus der Mittelsteinzeit Besiedlungsspuren: Neben Scherben und einem Feuersteinmesser konnte eine Grabstätte aus dieser Zeit gefunden werden. Jungsteinzeitliche Funde sind außerdem nördlich des heutigen Hofes die Reste eines Wohnplatzes mit Tonscherben, Werkzeugen und Grabhügeln.

### Mittelalter
Der Name Lautenbach fand erstmals 1254 in Urkunden in Zusammenhang mit dem Kloster Lichtenstern Erwähnung. Im Jahr 1335 wurde erstmals ein Dorf urkundlich erwähnt, als Engelhard VII. von Weinsberg die Herrschaft Scheuerberg mitsamt der Markung Lautenbach an das Erzbistum Mainz verkaufte. 1467 kam Lautenbach gemeinsam mit den umliegenden Orten an Hans von Sickingen und 1484 durch Tausch an den Deutschen Orden. Nach 1484 – möglicherweise während des Bauernkriegs – wurde der Ort zerstört, die Bewohner ließen sich in Oedheim und Dahenfeld nieder. Weitere bekannte Grundbesitzer auf Lautenbach waren im 14. Jahrhundert das Ritterstift Wimpfen, das Kloster Schöntal, die Herren von Sindringen und die Familie Capler von Oedheim.
Später fand Lautenbach in Form zweier Weiler oder Höfe Erwähnung, dem Lautenbacher Hof und dem Mönchhof oder Helmstadter Hof. Während sich der Lautenbacher Hof bis 1687 durchgehend in Hand des Deutschen Ordens befand, erlebte der Mönchhof zahlreiche Besitzerwechsel. 1419 erhielt Philipp von Wittstatt den Hof als Lohn für seine treuen Dienst von Pfalzgraf; 1490 verkaufte von Wittstatt ihn an das Karmeliter-Kloster in Heilbronn, welches den Hof renovierte und ihn später an die Deutschordens-Amtsleute des Amts Scheuerberg verpachtete.

### 16. bis 18. Jahrhundert

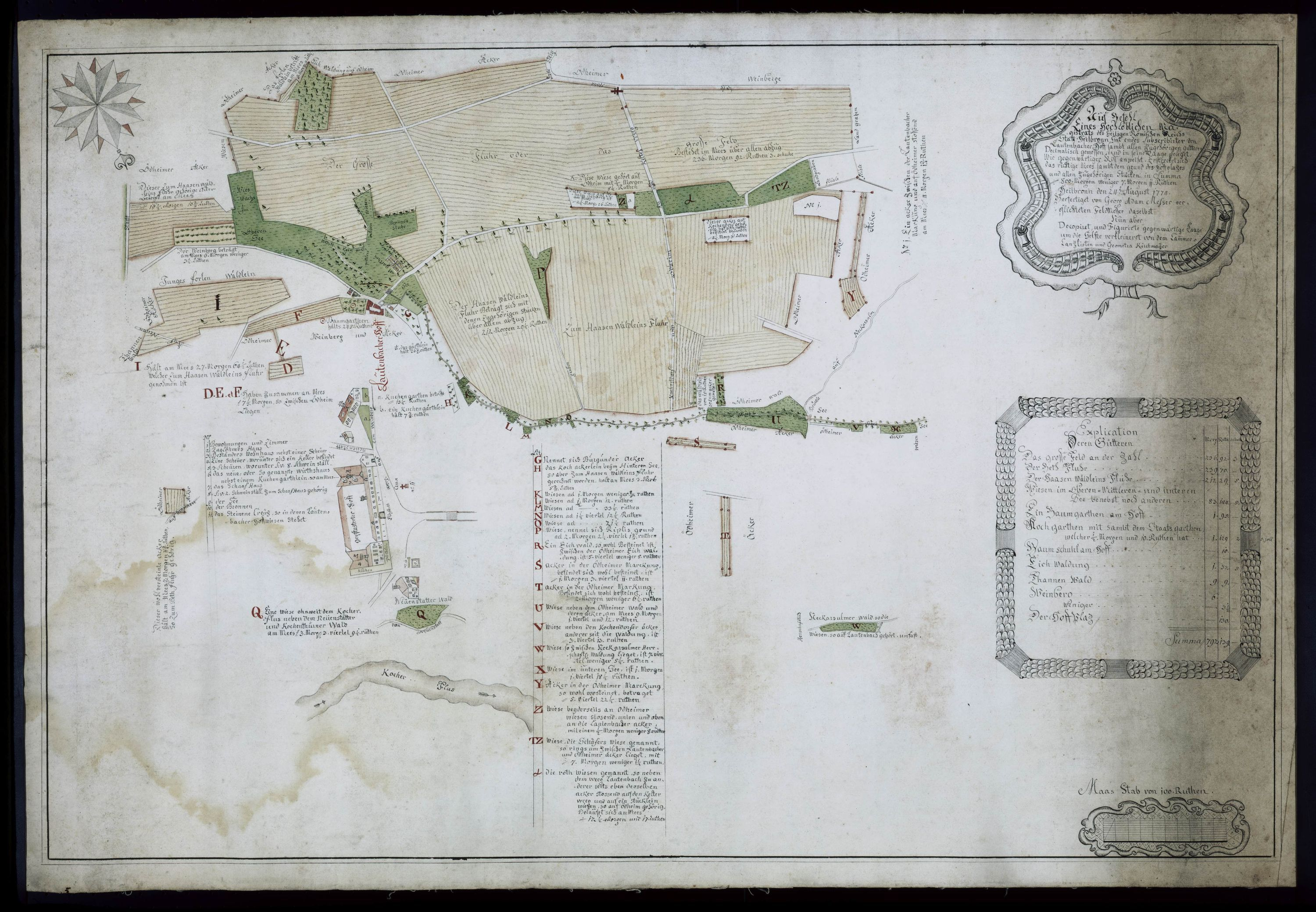
Karte der zum Lautenbacher Hof zählenden Güter, erstellt im Auftrag des Heilbronner Magistrats von Georg Adam Messer 1774

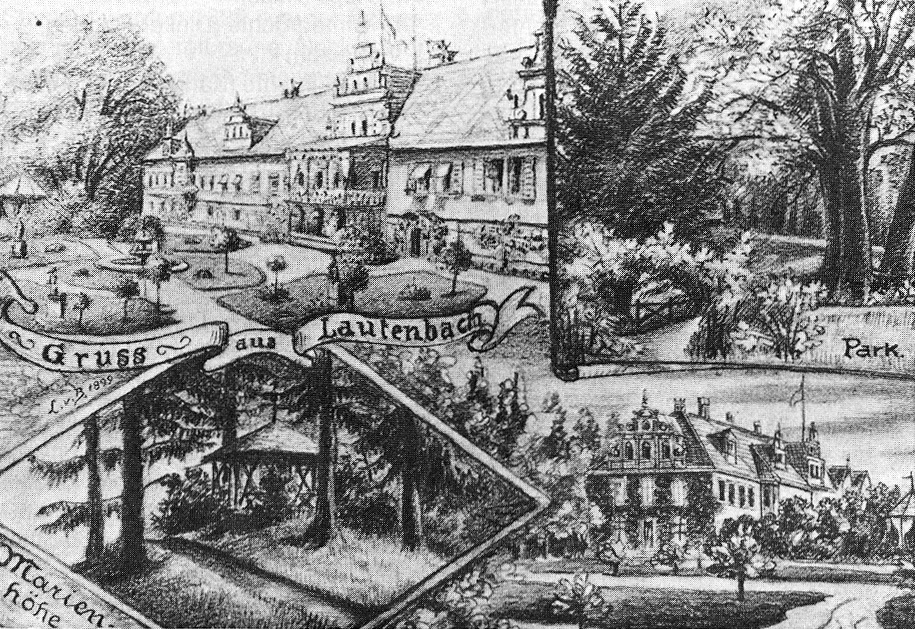
Postkarte von 1899

1525 forderte Wilhelm von Wittstatt, Philipps Sohn, den Hof erfolglos zurück. Stattdessen verkauften ihn die Karmeliter 1537 für 2500 Gulden an Eberhard von Gemmingen zu Bürg († 1572). Aus dessen Erbe kam der Hof an den Sohn Reinhard von Gemmingen (1532–1598) und von diesem an dessen Sohn Hans Wilhelm von Gemmingen (1573–1615). Dieser hinterließ die zwei Töchter Helena Elisabeth und Maria Felicitas, die den Hof erbten. Die Töchter verpfändeten den Hof an den Deutschen Orden, der den Hof im weiteren Verlauf des Dreißigjährigen Krieges vollends besetzte, nachdem seit 1631 keine Zinsen mehr bezahlt wurden. Helena Elisabeth von Gemmingen war mit Georg Philipp von Helmstatt verheiratet und mit diesem wegen des Krieges nach Worms geflüchtet, kehrte nach dem Tod ihres Gatten 1634 aber wieder in die Gegend um Heilbronn zurück. Ihr zweiter Gatte und Bruder des ersten, Karl Friedrich von Helmstatt, hat 1643 erfolglos die Restitution des Hofes beantragt. Nach dem Westfälischen Frieden beantragte auch Weiprecht von Gemmingen (1608–1680), ein Vetter der Schwestern, erfolglos eine Restitution.
Nach dem Dreißigjährigen Krieg stellte der Deutsche Orden um 1664 die beiden Höfe wieder her und vereinigte sie, bis er am 18. August 1687 die gesamte Markung wegen schlechter Erträge an den späteren Heilbronner Bürgermeister Johann Esaias von Rühle verkaufte. 1726 fällt Lautenbach durch Erbschaft an Rühles Tochter Johanna Elisabeth von Rühle, Witwe des Königlich Preußischen Oberkriegskommissionärs Daniel Heinrich Frederking, später an deren gemeinsamen Sohn, den kaiserlichen Oberst-Leutnant Johann Friedrich von Frederking. Unter der Familie von Frederking erlebte der Hof durch Zukauf von Grundstücken und durch zahlreiche Investitionen eine wirtschaftliche Blüte und galt als Musterbetrieb.
Nach 60-jähriger Pause trat 1747 erstmals wieder der Deutsche Orden auf Lautenbach in Erscheinung, indem er den Verkauf von 1687 anfocht und damit wiederum einen langwierigen Rechtsstreit auslöste, der erst am 9. Juni 1777 vom Reichskammergericht in Wetzlar zu Gunsten der Familie von Frederking entschieden wurde, zu einem Zeitpunkt, als diese Lautenbach bereits wieder verkauft hatte: Am 14. Januar 1772 wurde die Stadt Heilbronn unter Georg Heinrich von Roßkampff neuer Eigentümer, nachdem auch der Deutsche Orden Kaufinteresse bekundet hatte. Von 1772 bis 1823 verpachtete die Stadt die Höfe, deren Markung 1780 926 Morgen Land umfasste.

### Seit dem 19. Jahrhundert
Nach gescheiterten Verkäufen 1814 und 1818 fiel Lautenbach zum 1. August 1823 an den Legationsrat August Heinrich Christoph von Wächter (* 1776; † 1852), der für die Güter einen Kaufpreis von 75.000 Gulden bezahlte. Um das Oedheimer Bürgerrecht zu erhalten, beantragte dessen Sohn Johann August Freiherr von Wächter 1855 die Aufnahme Lautenbachs in die Gemeinde Oedheim. Gemeinsam mit Willenbach trat der neue Status einer Teilgemeinde mit eigener Markung 1860 in Kraft und währte bis 1936.
Von Wächter trat durch sein umfangreiches soziales Engagement hervor: Er unterstützte das Kindersolbad Bethesda in Jagstfeld und veranstaltete jährlich ein Kinderfest. 1860 gründete er eine Stiftung zugunsten einer neuen Schule, deren Vermögen 1909 für den Bau der Backhausschule in Oedheim eingesetzt wurde.

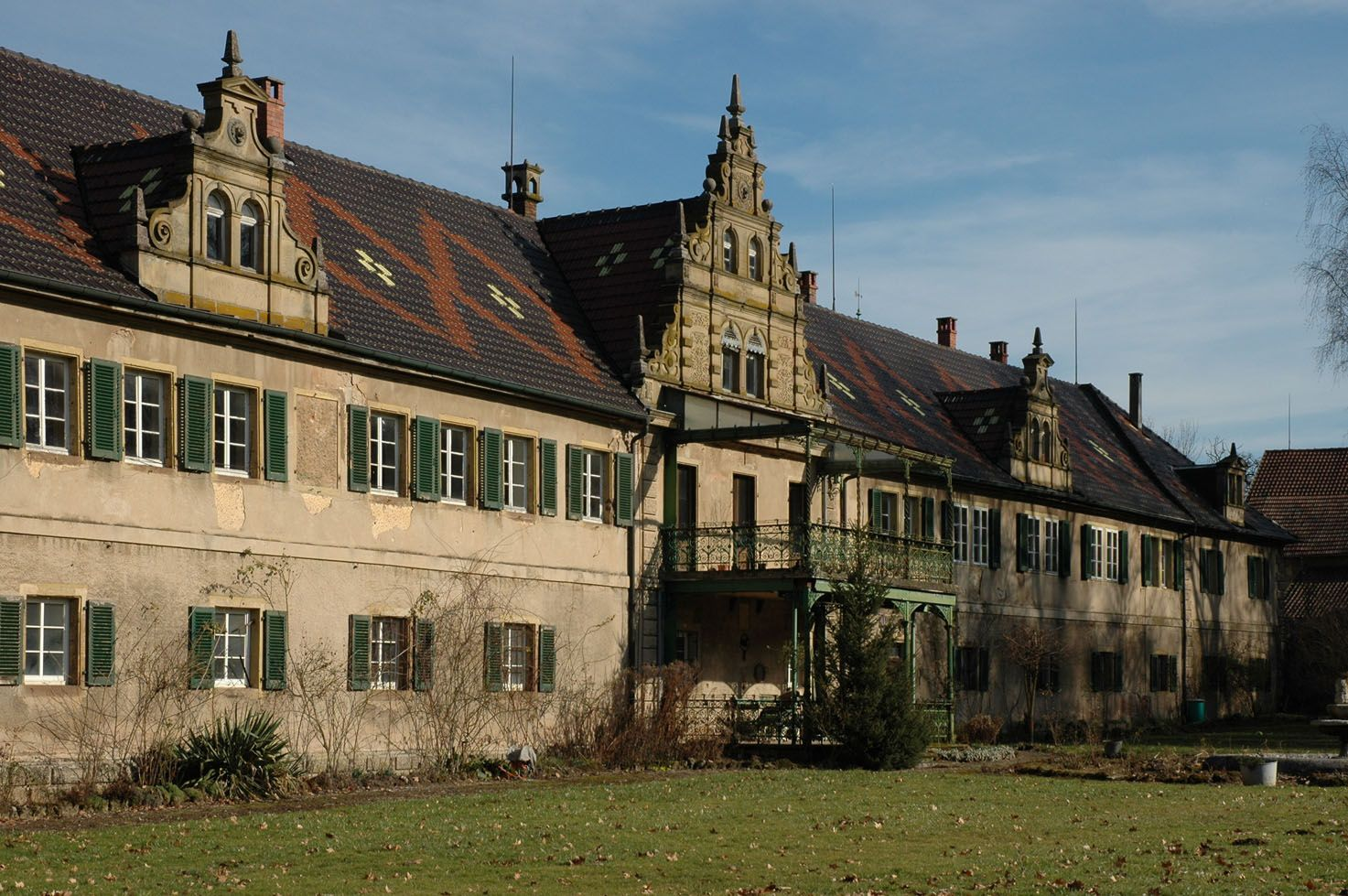
Schloss Lautenbach (Februar 2008)

Unter Wächterscher Regie erhielt das Schloss, das im Kern aus Gebäuden aus dem 17. oder 18. Jahrhundert besteht, seine heutige Form im Stil der Neorenaissance, auch weitere Wohn- und Betriebsgebäude wurden saniert und verschönert. Darüber hinaus entstand eine parkartige Anlage mit einem Pavillon und Baum-Alleen. Außerdem erwarb die Familie das Jagdrecht auf den Markungen Lautenbach, Willenbach und Oedheim. Der Hof entwickelte sich gut und galt als fortschrittlicher Betrieb. 1843 arbeiteten 18 Personen fest auf dem Gut sowie zahlreiche Tagelöhner aus dem Umland. Zum Hof gehörten zu diesem Zeitpunkt 4226 Obstbäume, und es wurden 131 Rinder und 203 Schafe gezählt. 1856 wurde der Feldweg nach Oedheim zu einer festen Straße ausgebaut.
1869 übergab die Familie von Wächter den Hof an einen Pächter namens Heinrich Landes († 1886), einen Mennoniten, dessen Familie ihn über vier Generationen weiterführte. 1923 wurde der erste Traktor in Betrieb genommen, 1925 ein Dampfpflug. Zuletzt umfasste der Lautenbacher Hof rund 240 Hektar Anbaufläche, und es gab 300 Mastschweine. Er wird zurzeit nicht mehr bewirtschaftet.
Die Eigentümer des Hofguts wohnten nach der Verpachtung hauptsächlich in Stuttgart, kamen aber in den Sommermonaten zurück auf ihren Landsitz. Freifrau Josephine von Wächter geb. Lee (* 1833; † 1930), seit 1879 verwitwet, zählte zu den reichsten Frauen des Königreichs Württemberg. Sie war eine Schwägerin des Grafen Alfred von Waldersee, der 1874 in Lautenbach ihre jüngere Schwester Mary Esther (* 1837; † 1914) geheiratet hatte und in der Folge des Öfteren mit seiner Frau zu Gast auf Schloss Lautenbach weilte. Aus der Ehe von August und Josephine von Wächter-Lautenbach entstammten die Tochter Wilhelmine Pauline Blanche (* 1856; † 1941) und der Sohn Oleg-Ludwig (Louis) von Wächter-Lautenbach (1861–1940), der ohne Nachkommen verstarb.
Die Baronesse Blanche war am 27. Oktober 1856 in Paris zu Welt gekommen, als ihr Vater August von Wächter württembergischer Gesandter in Frankreich war. Blanche hatte am 2. Oktober 1879 in Lautenbach den württembergischen Kammerherrn und Rittmeister Julius Friedrich Eli Freiherr von Palm (* 1856; † 1929) geheiratet. Mit der Baronin Blanche von Palm verstarb am 15. November 1941 die letzte Vertreterin der Familie von Wächter. Nach dem Tod der Blanche von Palm ging der Besitz an eine Erbengemeinschaft, die Freiherr von Palm’sche Erbengemeinschaft in Künzelsau.